# سجاد ابرقوئی‌نژاد
سجاد ابرقوئی‌نژاد (انگلیسی: Sajad Abarghouei Nejad؛ زادهٔ ۱۷ سپتامبر ۱۹۸۷) یک بازیکن فوتبال اهل ایران است.
از باشگاه‌هایی که در آن بازی کرده‌است می‌توان به باشگاه فوتبال فولاد نطنز، باشگاه فوتبال ذوب‌آهن اصفهان و باشگاه فوتبال گیتی‌پسند اصفهان اشاره کرد.